# 卡維利亞諾
卡維利亞諾是瑞士的城鎮，位於該國南部，由提契諾州負責管轄，面積5.48平方公里，海拔高度366米，2011年人口697，六成半人口信奉羅馬天主教，人口密度每平方公里127人。